# 金松站
金松站（韓語：금송역）是朝鮮民主主義人民共和國咸鏡北道吉州郡金松里的一個鐵路車站，属于平罗线。

## 邻近车站
平羅線
吉州青年站 - 金松站 - 温水坪站